# Rompimento de barragem em Val di Stava
O rompimento da barragem em Val di Stava  foi um desastre ambiental que ocorreu em 19 de julho de 1985, quando se romperam duas barragens de rejeitos de mineração controladas pela Prealpi Mineraria acima do vilarejo de Stava, perto de Tesero, no norte da Itália. Esse desastre resultou em um dos piores desastres na história da Itália, matando 268 pessoas, destruindo 63 prédios e demolindo oito pontes.
A barragem superior se rompeu primeiro, levando ao colapso da inferior. Aproximadamente 180 000 metros cúbicos de lama, areia e água foram arrastados para dentro do Vale Rio di Stava e pelo vilarejo de Stava em uma velocidade de noventa quilômetros por hora. Ao atravessar o vilarejo, a correnteza continuou até alcançar o Rio Avisio que estava a 4,2 quilômetros de distância, destruindo tudo em seu caminho. É considerado o pior desastre envolvendo rompimento de barragens de minério nos últimos 34 anos.

## Causa
Uma investigação sobre o desastre descobriu que as barragens eram mal conservadas e a margem de operação segura era muito pequena.
Um tubo na barragem superior usado para drenar a água começou a afundar sob o peso dos sedimentos, tornando a drenagem da barragem menos eficaz. Enquanto isso, a água continuou a ser bombeada para o reservatório atrás da barragem, o que, juntamente com a drenagem menos eficiente, fez com que a pressão na margem da barragem superior começasse a aumentar. Seguindo o caminho de menor resistência, a água começou a penetrar na margem, fazendo com que o solo interno se liquefizesse e enfraquecesse a margem até que quebrasse. A água e os rejeitos da barragem superior fluíram então para a barragem inferior, que, sob a imensa pressão produzida, falhou trinta segundos depois.

Em junho de 1992, 10 pessoas foram condenadas por desastre culposo e homicídio múltiplo por seus papéis no acidente e todas foram condenadas à prisão.